# 1109
| 1109               |
| ------------------ |
| Dødsfald - Fødsler |
|                    |

| Gregoriansk kalender | 1109 MCIX               |
| Ab urbe condita      | 1862                    |
| Armensk kalender     | 558 ԹՎ ՇԾԸ              |
| Kinesiske kalender   | 3805 – 3806 戊子 – 己丑 |
| Etiopisk kalender    | 1101 – 1102             |
| Jødisk kalender      | 4869 – 4870             |
| Hindukalendere       |                         |
| - Vikram Samvat      | 1164 – 1165             |
| - Shaka Samvat       | 1031 – 1032             |
| - Kali Yuga          | 4210 – 4211             |
| Iransk kalender      | 487 – 488               |
| Islamisk kalender    | 502 – 503               |

Konge i Danmark: Niels 1104–1134
Se også 1109 (tal)